# تسمم بالزئبق
التسمم بالزئبق هو مرض ناتج عن التعرض للزئبق أو أحد مركباته.
الزئبق هو فلز ثقيل يوجد في عدة أشكال، جميعها يمكن أن تحدث آثارًا سامة إذا كانت الجرعات عالية بما فيه الكفاية. والزئبق في حالته العادية Hg0 يوجد في صورة بخارية أو سائلة، في حالة تأينه الزئبق Hg22+ يتواجد في صورة أملاح غير عضوية، أما في حالة تأينه Hg2+ فقد يتواجد في صورة أملاح غير عضوية أو مركبات زئبق عضوية؛ وتختلف المجموعات الثلاث في آثارها. تشمل التأثيرات السامة تلف في خلايا المخ والكلى والرئتين. وقد يؤدي التسمم بالزئبق إلى العديد من الأمراض، بما في ذلك مرض الأكرودينيا  ومتلازمة هانتر-راسل وداء ميناماتا.
أعراض التسمم بالزئبق عادة ما تشمل ضعف في الرؤية والسمع والتحدث، والإحساس بالانزعاج وعدم التوازن. وتختلف درجتها بحسب درجة السمية
والجرعة وطريقة ومدة التعرض.

## الأعراض والعلامات
تشمل أعراض الإصابة بالتسمم الزئبقي في الجهاز العصبي المحيطي (تتمثل في الحكة، الألم، الحرق، الخدران) تبدل لون الجلد (الخدود و الأصابع الوردية) التورم و تقشر الجلد.
يعمل الزئبق على تثبيط الإنزيمات التي تعتمد على عنصر السيلينيوم، و يعمل أيضاً على تعطيل عمل «اس-أدينوزيل مثيونين» الذي يساعد في عملية هدم الكاتيكولامين من خلال أنزيم ناقل كاتيكول-و-مثيل. ونظرا لعدم قدرة الجسم على تحليل الكاتيكولامين (مثل الأدرينالين) في جسم الشخص المصاب بتسمم الزئبق لذلك يعاني من التعرق الشديد، زيادة في نبضات القلب، إفراز اللعاب وارتفاع ضغط الدم.
يظهر على الأطفال المصابين احمرار على الخدود، الشفتين، الأنف، ضعف في العضلات، طفح جلدي مؤقَّت، تساقط الشعر و الأسنان و الأظافر، زيادة الحساسية للضوء. وتشمل الأعراض الأخرى خلل في الكلية (متلازمة فانكوني)، أعراض عصبيَّة و نفسيَّة كالتوتر العاطفي، ضعف الذاكرة والأرق.

## وصلات خارجية
- Hazardous Substances: Mercury على مشروع الدليل المفتوح
- Toxic Substances: Mercury على مشروع الدليل المفتوح